# Mark Harelik

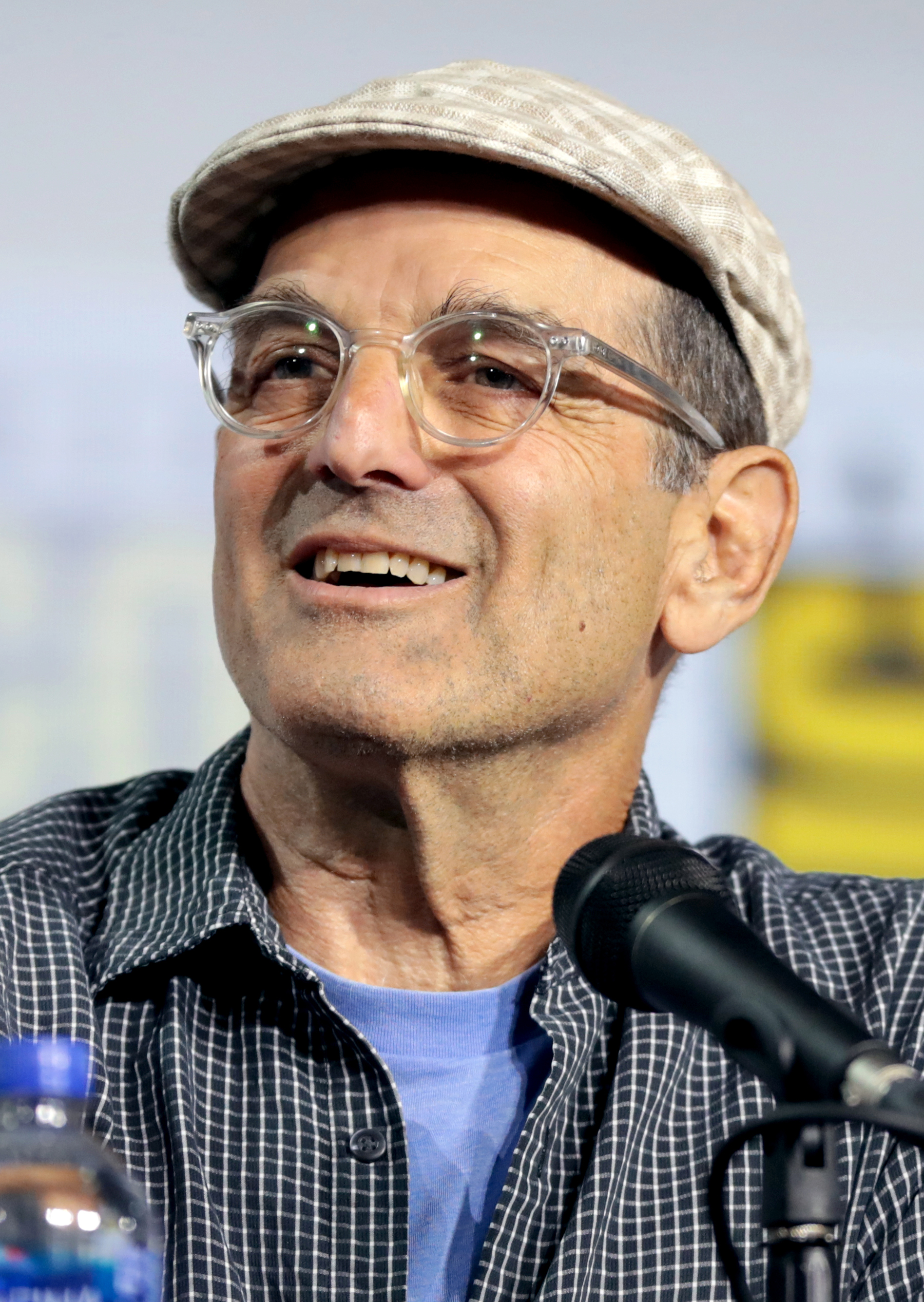
Mark Harelik (2019)

Mark Harelik (* 5. Juni 1951 in Hamilton, Texas) ist ein US-amerikanischer Film-, Fernseh- und Theaterschauspieler sowie Bühnenautor.

## Leben
1909 migrierte Hareliks jüdisch-russischer Großvater Haskell Harelik, auf den auch Mark Hareliks Stück The Immigrant von 1985 basiert, nach Galveston, Texas.
1987 zog der 1951 geborene Mark Harelik nach Los Angeles und schrieb dort gemeinsam mit Randal Myler das Stück Hank Williams:Lost Highway.
Seit den 1990er Jahren hatte er unzählige Nebenrollen, vor allem in US-amerikanischen Fernsehserien wie Seinfeld (1997), Star Trek: Raumschiff Voyager (1998), Dr. House (2005) und Emergency Room – Die Notaufnahme (2007). Zu seinen wenigen wiederkehrenden Rollen gehören u. a. die des Reed Folsom in Küß’ mich, John (1993), Davis Lynch in Überflieger (1993–1996), Paul Byrne in Veronica (1998), Jedediah Lawrence in Das Leben und Ich (1999), Dr. Eric Gablehauser in The Big Bang Theory (2007–2008), Carl Kessel in Awake (2012) und als er selbst, bzw. Gott in Preacher (2016–2019).
Einem breiteren Publikum wurde er als Dr. Paul Stickley in der Comedy-Krankenhausserie Getting On – Fiese alte Knochen bekannt.

## Persönliches
Harelik ist seit Oktober 2004 mit der Schauspielerin Spencer Kayden verheiratet. Sie haben zusammen ein Kind.

## Filmografie (Auswahl)

### Fernsehserien
- 1993: Cheers (eine Folge)
- 1993: Küß’ mich, John (Hearts Afire, vier Folgen)
- 1993–1996: Überflieger (Wings, fünf Folgen)
- 1995: Ein Single kommt immer allein (The Single Guy, eine Folge)
- 1996: Picket Fences – Tatort Gartenzaun (Picket Fences, eine Folge)
- 1996: Grace (eine Folge)
- 1997: Seinfeld (eine Folge)
- 1997: Practice – Die Anwälte (The Practise, eine Folge)
- 1997: Players (eine Folge)
- 1998: Veronica (drei Folgen)
- 1998: Star Trek: Raumschiff Voyager (Star Trek: Voyager, eine Folge)
- 1999: Sechs unter einem Dach (Get Real, eine Folge)
- 1999: Das Leben und Ich (Boy Meets World, drei Folgen)
- 2001: Diagnose: Mord (Diagnosis Murder, eine Folge)
- 2002: Angel – Jäger der Finsternis (Angel, eine Folge)
- 2003: CSI: Miami (eine Folge)
- 2003: 10-8: Officers on Duty (eine Folge)
- 2004: Will & Grace (drei Folgen)
- 2004: Medical Investigation (eine Folge)
- 2005: Desperate Housewives (eine Folge)
- 2005: Dr. House (House, M.D., eine Folge)
- 2005: Six Feet Under – Gestorben wird immer (Six Feet Under, eine Folge)
- 2005: Gilmore Girls (eine Folge)
- 2005: Numbers – Die Logik des Verbrechens (NUMB3RS, eine Folge)
- 2006: Grey’s Anatomy (eine Folge)
- 2006: Navy CIS (NCIS, eine Folge)
- 2006: Bones – Die Knochenjägerin (Bones, eine Folge)
- 2006: The Unit – Eine Frage der Ehre (The Unit, eine Folge)
- 2006: The Closer (eine Folge)
- 2006: Las Vegas (eine Folge)
- 2006: Sleeper Cell (eine Folge)
- 2007: Dirt (zwei Folgen)
- 2007: Prison Break (zwei Folgen)
- 2007: Emergency Room – Die Notaufnahme (ER, eine Folge)
- 2007: Heroes (eine Folge)
- 2007: Pushing Daisies (eine Folge)
- 2007–2008: The Big Bang Theory (fünf Folgen)
- 2008: Eli Stone (eine Folge)
- 2008: Medium – Nichts bleibt verborgen (Medium, eine Folge)
- 2008: Lincoln Heights (eine Folge)
- 2009: Monk (eine Folge)
- 2010: Breaking Bad (eine Folge)
- 2010: Lie to Me (eine Folge)
- 2011: Good Wife (eine Folge)
- 2011: Castle (eine Folge)
- 2012: Scandal (eine Folge)
- 2012: Awake (eine Folge)
- 2013: Vegas (eine Folge)
- 2013–2015: Getting On – Fiese alte Knochen (Getting On, 14 Folgen)
- 2014: The Mentalist (eine Folge)
- 2014: Perception (eine Folge)
- 2015: Unbreakable Kimmy Schmidt (eine Folge)
- 2015: The Leftovers (eine Folge)
- 2015: Agent X (eine Folge)
- 2016–2019: Preacher (Fernsehserie)
- 2018: Castle Rock (Fernsehserie)[6]
- 2022: The Rookie (Fernsehserie, eine Folge)
- 2024: Aus Mangel an Beweisen (Presumed Innocent, Fernsehserie)

### Filme
- 1988: Upworld – Mein Kumpel, der Kobold (Upworld)
- 1999: Election
- 2001: Jurassic Park III
- 2004: Eulogy – Letzte Worte (Eulogy)
- 2007: Liebe lieber ungewöhnlich – Eine Beziehung mit Hindernissen (Watching the Detectives)
- 2013: 42 – Die wahre Geschichte einer Sportlegende (42)
- 2015: Trumbo
- 2017: Battle of the Sexes – Gegen jede Regel (Battle of the Sexes)

## Auszeichnungen
- 2003: Nominierung für die Lucille Lortel Awards für Hank Williams: Lost Highway[7]
- 2003: Nominierung für den Outer Critics Circle Award für Hank Williams: Lost Highway[7]
- 2005: Nominierung für den Drama Desk Award für The Immigrant[8]